# Вукова реформа
Под Вукова реформа или Вукова книжовна реформа се разбира реорганизацията в периода 1814 – 1868 г. на ползвания дотогава за просветни цели славяносръбски език, посредством замяната му с народния източнохерцеговински говор като сръбски литературен език, ведно със съставянето на сръбска азбука и правопис.

## Наименование
Сръбската книжовна реформа носи името на автора на първата „Граматика на сръбския език“ и на първия „Сръбски речник“ на говоримия народен език. Редом с това, Вук Караджич събира и издава народни песни и описва народните обичаи, изявявайки се като летописец на своето време, като също превежда на сръбски Новия Завет.

## Налагане (1814 – 1868)

### Инициатива
За начална година на Вуковите книжовни стремежи се смята 1814 г. През предходната 1813 г. Вук напуска Белградския пашалък и се мести във Виена. В столицата на Австрийската империя, Вук научава немски език, като се запознава и попада под влиянието на Йерней Копитар. Копитар съзира във Вук онзи човек който може да проведе книжовна реформа в тогавашния сръбски език. За първи път в своя „Сръбски речник“, Вук използва реформираната от него кирилица.

## Окончателната победа на Вук
През 1875 г. по този повод Христо Ботев пише във вестник „Знаме“: 
| „ | ... Сърбия изгони турците из Белград, но с това заедно изгони из себе си и българското доверие. | “ |

## Отношението на българите към Вуковата реформа
В отговор на Вук, Михаил Герман в едно свое писмо до княз Милош се заканил на куция Вук: 
| „ | Вук Степанович не престает нападать на мне, но скоро мыслим да му пребием и другу ногу ... | “ |